# 2021 у телебаченні
Список 2021 у телебаченні описує події у сфері телебачення, що відбулися 2021 року.

## Події

### Січень
- 1 січня — Припинення мовлення телеканалу «Інтер+» на території Росії[1].
- 9 січня — Призупинення аналогового мовлення регіонального телеканалу «ALEX» на 22 ТВК у Запоріжжі[2].
- 11 січня — Перехід регіональних телеканалів «НСТУ» до цілодобового формату мовлення[джерело?].
- 18 січня
  - Зміна логотипу і графічного оформлення телеканалу «112 Україна».
  - Початок мовлення нового телеканалу «Рух TV» від львівського футбольного клубу «Рух»[3].
- 22 січня — Початок мовлення телеканалу «Music Box Polska».

### Лютий
- 1 лютого
  - Зміна логотипу телеканалу «Малятко TV».
  - Зміна графічного оформлення телеканалу «Інтер»[4].
- 2-3 лютого — Припинення мовлення проросійських телеканалів «NewsOne», «ZIK» та «112 Україна»[5].
- 15 лютого — Припинення мовлення російського телеканалу «РТР Планета» на території Латвії[6].
- 25 лютого — Зміна логотипу телеканалу «К2».
- 26 лютого — Перезапуск, зміна логотипу і графічного оформлення проросійського телеканалу «Перший незалежний», який замінив «112 Україна», «NewsOne» та «ZIK»[7][8].

### Березень
- 1 березня
  - Зміна графічного оформлення та переформатування телеканалу «UATV» в розважально-інформаційний телеканал[9][10].
  - Запуск державного російськомовного телеканалу «Дім»/«Дом» на супутнику[11][12].
- 2 березня
  - Зміна логотипів телеканалів «Піксель TV» та «К1».
  - Перехід івано-франківського регіонального телеканалу «РАІ» до мовлення у широкоекранному форматі зображення 16:9 та стандарті високої чіткості (HD).
- 5 березня — Зміна логотипів телеканалів «Мега» й «Інтер+».
- 12 березня — Зміна логотипів телеканалів «Інтер», «НТН», «Zoom» та «Enter-фільм».
- 14 березня — Перехід регіонального суспільного телеканалу «UA: Тернопіль» до мовлення у стандарті високої чіткості (HD)[13].
- 29 березня — Зміна логотипу і графічного оформлення телеканалу «Телевсесвіт».
- 31 березня
  - Перехід телеканалів «Інтер», «НТН», «Zoom», «Enter-фільм», «Мега», «К1», «К2» та «Піксель TV» («Inter Media Group») до мовлення у стандарті високої чіткості (HD)[14].
  - Зміна графічного оформлення телеканалу «Інтер+».

### Квітень
- 12 квітня — Перехід телеканалу «Інтер+» до мовлення у стандарті високої чіткості (HD)[15][16].
- 14 квітня — Зміна програмної концепції телеканалу «ПравдаТУТ»[17].

### Травень
- 1 травня — Зміна графічного оформлення суспільних телеканалів «UA: Перший» та «UA: Культура».
- 2 травня — Припинення мовлення та закриття тисменицького регіонального телеканалу «ТТ»[18].
- 10 травня — Зміна логотипу і графічного оформлення «4 каналу».

### Червень
- 1 червня
  - Початок мовлення телеканалу «Вінтаж ТВ» у мультиплексі MX-5 цифрової етерної мережі DVB-T2[19].
  - Зміна графічного оформлення парламентського телеканалу «Рада».
  - Зміна логотипу телеканалу «Дача».
  - Перехід телеканалу «Перший автомобільний» до цілодобового формату мовлення.
- 3 червня — Відновлення мовлення телеканалу «Sirius TV»[20].
- 10 червня — Ухвалення заборони мовлення білоруського телеканалу «Білорусь-24» на території України[21].
- 18 червня — Перехід регіонального телеканалу «Київ» до мовлення у стандарті високої чіткості (HD)[22][23].
- Початок мовлення телеканалу «Kyiv.live» в Києві у стандарті DVB-T2[24].

### Липень
- 1 липня
  - Початок мовлення нового спортивного телеканалу «XSPORT+»[25].
  - Перейменування проросійського телеканалу «Kyiv.live» у «Live»[26][27].
  - Перехід сєвєродонецького регіонального телеканалу «Ірта» до мовлення у широкоекранному форматі зображення 16:9 та стандарті високої чіткості (HD).
- 2 липня — Початок тестового мовлення офіційного телеканалу «Dynamo Kyiv TV» футбольного клубу «Динамо»[28][29][30][31].
- 19 липня — Початок мовлення «4 каналу» у мультиплексі MX-5 цифрової етерної мережі DVB-T2 замість телеканалу «Вінтаж»[32][33][34].
- Перехід чернівецького суспільного телеканалу «UA: Буковина» до мовлення у стандарті високої чіткості (HD).
- Початок мовлення телеканалу «Авіс» у локальному DVB-T2 мультиплексі Макарова (44 ТВК).

### Серпень
- 5 серпня — Зміна логотипу і графічного оформлення телеканалу «Paramount Comedy».
- 10 серпня — Запуск київського регіонального цифрового телеканалу «Типовий Київ» на базі телеканалу «Live» холдингу «Live.Network»[35][36][37][38].
- 16 серпня
  - Зміна графічного оформлення телеканалів «2+2» і «ТЕТ»[39].
  - Перехід телеканалу «Бігуді» до мовлення у стандарті високої чіткості (HD).
  - Початок мовлення нового телеканалу про паралімпійський рух «Equalympic»[40].
- 17 серпня — Початок мовлення нового телеканалу туристичної тематики «U Travel» від медіагруп «Film.UA Group» і «Star Media»[41][42].
- 19 серпня — Початок мовлення нового луцького регіонального новинного телеканалу «Конкурент»[43].
- 20 серпня — Запуск нового економічного телеканалу «Ukrainian News Channel» на базі телеканалу «Вінтаж ТВ»[44].
- 21 серпня — Перехід телеканалів «Paramount Comedy» та «Квартал TV» до мовлення у стандарті високої чіткості (HD).
- 24 серпня — Зміна логотипу і графічного оформлення «Нового каналу»[45].
- 25 серпня — Початок мовлення нового телеканалу телеторгівлі «ТЮСО»[46][47].
- 31 серпня — Зміна логотипу і графічного оформлення телеканалу «M1».
- Припинення мовлення та закриття краматорського регіонального телеканалу «СКЕТ».

### Вересень
- 1 вересня — Ребрендинг івано-франківського регіонального телеканалу «ОТБ Галичина» в «Галичина TV» і початок його мовлення у форматі високої роздільної здатності (HD)[48].
- 4 вересня — Зміна логотипу та графічного оформлення телеканалу «Мега»[49].
- 18 вересня — Зміна графічного оформлення музичного телеканалу «Music Box Ukraine».
- 20 вересня
  - Початок мовлення телеканалів «Розпакуй TV» та «Зоряний» у локальному DVB-T2 мультиплексі Києва (41 ТВК) замість телеканалу «ОЦЕ ТБ» і «24 каналу»[50].
  - Зміна логотипів і графічного оформлення російських телеканалів «ТНТ» і «ТНТ International».
- Припинення мовлення та закриття регіонального телеканалу «Зміїв ТБ».

### Жовтень
- 4 жовтня
  - Перехід суспільного телеканалу «UA: Закарпаття» на платну модель дистрибуції[51][52].
  - Зміна логотипу і графічного оформлення телеканалу «Апостроф TV»[53].
- 25 жовтня — Початок мовлення нового одеського регіонального телеканалу «ТВ-1»[54].
- 27 жовтня — Перезапуск, зміна логотипу, графічного оформлення телеканалу «UkrLive» і початок його мовлення на базі телеканалу «Перший незалежний»[55][56][57].

### Листопад
- 4 листопада — Ребрендинг регіонального телеканалу «Пирятин» у «PTV»[58].
- 8 листопада
  - Перехід дніпровського регіонального «11 каналу» до мовлення у стандарті високої чіткості (HD).
  - Припинення супутникового мовлення телеканалу «UA Fashion TV»[59].
  - Зміна логотипу і графічного оформлення телеканалу «TV1000 World Kino»[60].
- 28 листопада — Зміна логотипу і графічного оформлення телеканалу «TV1000»[60].
- 30 листопада — Зміна логотипу телеканалу «Сварожичи».

### Грудень
- 1 грудня — Відновлення самостійного мовлення телеканалу «Перший незалежний»[61].
- 9 грудня — Припинення супутникового мовлення телеканалу телеторгівлі «ТЮСО»[62][63].
- 10 грудня — Зміна графічного оформлення інтернет-версії телеканалу «Перший незалежний»[64].
- 11 грудня — Зміна логотипу та графічного оформлення телеканалу «TV1000 Action»[60].
- 15 грудня — Перезапуск телеканалу «Рада» та перехід до мовлення у широкоекранному форматі зображення 16:9 та початок мовлення у стандарті високої чіткості (HD)[65][66][67][68].
- 20 грудня
  - Зміна логотипу інтернет-версії телеканалу «Перший незалежний».
  - Зміна графічного оформлення телеканалу «НЛО TV».
  - Початок мовлення телеканалів «PTV» та «Місто+» у локальному DVB-T2 мультиплексі Кременчуці (47 ТВК).
- 21 грудня
  - Перехід дніпровського регіонального «34 каналу» до мовлення у стандарті високої чіткості (HD).
  - Припинення супутникового мовлення кримськотатарських телеканалів «ATR» та «Lâle»[69].
- 28 грудня — Припинення мовлення телеканалів «Перший незалежний» та «UkrLive»[70][71].
- 31 грудня — Перехід телеканалу «Новый христианский» до мовлення у широкоекранному форматі зображення 16:9.

## Без точних дат
- Весна — Припинення мовлення і закриття енергодарського регіонального телеканалу «EnTV».
- Літо — Перехід рівненського регіонального телеканалу «Сфера ТБ» до мовлення у стандарті високої чіткості (HD).
- Припинення мовлення та закриття нетішинського регіонального телеканалу «Лотел-СКТБ».
- Припинення мовлення та закриття лозівського регіонального телеканалу «SIGMA»[72].
- Припинення мовлення та закриття одеського регіонального телеканалу «АРТ 24».
- Припинення мовлення та закриття одеського регіонального телеканалу «TV8».
- Припинення власного мовлення харківського телеканалу «АТН».